# Vanessa Villela
Vanessa Villela (Cidade do México, 28 de janeiro de 1978) é uma atriz e cantora mexicana.

## Filmografia

### Televisão
- Milagros de Navidad (2017) .... Margaret Anderson
- El señor de los cielos (2016 - 2017) .... Emiliana Contreras
- Policía la guerra capo y el soldado (2015) .... Soraya Montes
- En otra piel (2014) .... Elena Serrano
- Una maid en Manhattan (2011 - 2012) .... Sara Montero
- Eva Luna (2010) .... Victoria Arismendi
- Amores de mercado (2006 - 2007) .... Mónica Savater/Raquel Savater
- El cuerpo del deseo (2005 - 2006) .... Ángela Donoso
- Decisiones (2005)
- Enemigo en casa (2005)
- Un nuevo amor (2003) .... Karina
- Lo que callamos las mujeres (2001)
- Súbete a mi moto (2002) .... Renata
- El amor no es como lo pintan (2001) .... Cynthia Rico
- Ellas, inocentes o culpables (2000) .... Cristina
- Romántica obsesión (1999) .... Leticia
- Gotita de amor (1998) .... Naila
- Mujer, casos de la vida real (1997)
- Amada enemiga (1997) .... Sara
- Mágica juventud (1992) .... Alicia
- Muchachitas (1991) .... Andrea
- Chiquilladas (1982 - 1985)

### Cinema
- Tres (2005) .... Jacinda

### Teatro
- El protagonista (2002)